# Sidi Aissa
Sidi Aissa (àrab سيدي عيسى) és una comuna rural de la província de Safi de la regió de Marràqueix-Safi. Segons el cens de 2014 tenia una població total de 10.263 persones.